# Brachionus dolabratus
Brachionus dolabratus är en hjuldjursart som beskrevs av Harry K. Harring 1914. Brachionus dolabratus ingår i släktet Brachionus och familjen Brachionidae. Inga underarter finns listade i Catalogue of Life.